# (9092) Nanyang
(9092) Nanyang – planetoida z pasa głównego asteroid okrążająca Słońce w ciągu 5 lat i 94 dni w średniej odległości 3,02 au. Została odkryta 4 listopada 1995 roku w programie Beijing Schmidt CCD Asteroid Program w Xinglong. Nazwa planetoidy pochodzi od miasta Nanyang w południowo-zachodniej części prowincji Henan, jednej z kolebek chińskiej cywilizacji, rodzinnego miasta starożytnego chińskiego astronoma Zhang Henga. Przed nadaniem nazwy planetoida nosiła oznaczenie tymczasowe (9092) 1995 VU18.